# Vertou

Localització de Vertou

Vertou (en bretó Gwerzhav, en gal·ló Vrezou) és un municipi francès situat al departament del Loira Atlàntic i a la regió del País del Loira. L'any 2006 tenia 21.096 habitants. Limita amb Nantes, Saint-Sébastien-sur-Loire, Basse-Goulaine, Haute-Goulaine, La Haye-Fouassière, Saint-Fiacre-sur-Maine, Château-Thébaud, Le Bignon, Les Sorinières i Rezé.

## Demografia
| Evolució de la població Ehess i INSEE |       |       |       |       |      |       |       |       |
| 1793                                  | 1800  | 1806  | 1821  | 1831  | 1836 | 1841  | 1846  | 1851  |
| 5 200                                 | 3 260 | 4 461 | 4 756 | 5 686 | -    | 5 277 | 5 635 | 5 949 |

| 1856  | 1861  | 1866  | 1872  | 1876  | 1881  | 1886  | 1891  | 1896  |
| ----- | ----- | ----- | ----- | ----- | ----- | ----- | ----- | ----- |
| 6 015 | 6 313 | 5 706 | 5 588 | 5 471 | 5 376 | 5 455 | 5 602 | 5 321 |

| 1901  | 1906  | 1911  | 1921  | 1926  | 1931  | 1936  | 1946  | 1954  |
| ----- | ----- | ----- | ----- | ----- | ----- | ----- | ----- | ----- |
| 5 388 | 5 464 | 5 490 | 5 716 | 6 142 | 6 330 | 6 877 | 7 985 | 9 223 |

| 1962   | 1968   | 1975   | 1982   | 1990   | 1999   | 2006 | 2011 | 2016 |
| ------ | ------ | ------ | ------ | ------ | ------ | ---- | ---- | ---- |
| 11 100 | 12 089 | 13 853 | 15 631 | 18 235 | 20 268 | -    | -    | -    |

| 2019 | - | - | - | - | - | - | - | - |
| ---- | - | - | - | - | - | - | - | - |
| -    | - | - | - | - | - | - | - | - |

## Administració
| Període   | Identitat      | Partit |
| --------- | -------------- | ------ |
| 1954-1959 | Ernest Guichet |        |
| 1959-1971 | Auguste Priou  |        |
| 1971-1995 | Luc Dejoie     | PRP    |
| 1995-     | Laurent Dejoie | UMP    |